# Ashley Roberts
Ashley Allyn Roberts (Phoenix, 14 settembre 1981) è una cantante, conduttrice televisiva e personaggio televisivo statunitense. Inizia la carriera come membro delle Pussycat Dolls con le quali raggiungere il successo internazionale vendendo oltre 55 milioni di copie e riceve una nomina ai Grammy Awards. Dopo lo scioglimento del gruppo nel 2010, Ashley pubblica un album da solista, Butterfly Effect. Nel 2020 torna a cantare assieme alle Pussycat Dolls nel singolo React, in vista di nuovi progetti discografici.
Nel corso della carriera ha partecipato a numerosi programmi televisivi britannici, conducendo Ant & Dec's Saturday Night (2014-2016) e 1st Look (2016-2018), ricoperto il ruolo di giudice a Dancing on Ice (2013–2014) e in Let it Shine (2019). È stata inoltre concorrente a  I'm a Celebrity... Get Me Out of Here! (2012), The Jump (2015) e Strictly Come Dancing (2018).

## Biografia
Ashley Roberts è nata a Phoenix, in Arizona (Stati Uniti). Ha discendenze gallesi. Inizia a danzare all'età di tre anni e a cantare ad otto anni. Il padre è stato il batterista del gruppo musicale folk rock The Mamas and the Papas, per poi intraprendere un'attività di rivendita di auto. La madre è un'insegnante di pilates. Entrambi spingono la figlia a fare quello che più desidera. Frequenta la Shadow Mountain High School e durante le vacanze estive va in California per studiare danza moderna. Finite le scuole si trasferisce definitivamente a Los Angeles. Appare in diverse pubblicità televisive e in video musicali, come Accidentally in Love dei Counting Crows nel 2004, True Nature dei Jane's Addiction e in alcuni video di Aaron Carter.

## Carriera

### 2002-2010: The Pussycat Dolls

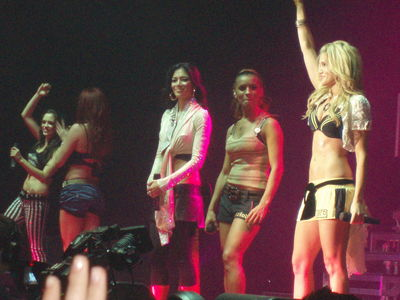
Pussycat Dolls in concerto a Böblingen, 2006

Nel 2002, sei mesi dopo il suo trasferimento, entra a far parte delle Pussycat Dolls e inizia ad esibirsi con loro nei locali di Los Angeles, tra cui il famoso Viper Room di Johnny Depp. Le performance erano basate su un repertorio di canzoni degli anni cinquanta e sessanta, e le ballerine si esibivano in lingerie o con costumi da pin-up. Nel 2003 la Antin, con l'aiuto dei produttori discografici Jimmy Iovine e Ron Fair, decise di estendere il campo d'azione delle Pussycat Dolls e di creare un gruppo musicale con il nome del corpo di ballo. Roberts, Carmit Bachar, Jessica Sutta e Kimberly Wyatt sono le uniche ragazze che rimangono dal corpo ballo. A loro si aggiungono Nicole Scherzinger, Melody Thornton e Kaya Jones (la quale abbandona il gruppo poco prima dell'uscita dell'album di debutto). Le Pussycat Dolls, con una formazione di sette elementi, firmano un contratto con la Interscope Records.
L'esordio discografico avviene nel 2004 con il brano Sway per la colonna sonora del film Shall We Dance?. Nello stesso anno il gruppo registra la canzone We Went as Far as We Felt Like Going, inserita nella colonna sonora del film d'animazione Shark Tale.
Il 13 settembre 2005 viene pubblicato il primo album, PCD, che contiene alcuni tributi e cover di famose canzoni. L'album è un grande successo a livello mondiale: vende oltre dieci milioni di copie, raggiungendo la prima posizione in Nuova Zelanda, la top five nei Paesi Bassi e negli Stati Uniti, la top ten in Austria, Regno Unito, Germania e Irlanda. L'album contiene canzoni di grande successo, come PCD, Stickwitu e Buttons. Inoltre la band riceve una nomination ai Grammy Award nella categoria Best Pop Performance By a Duo or Group per la canzone Stickwitu.
Il 19 ottobre 2008 viene pubblicato il secondo album del gruppo, Doll Domination. Nella prima settimana di uscita l'album vende circa 79.000 copie e debutta alla posizione numero 4 della classifica americana Billboard 200. Dall'album vengono estratti i singoli When I Grow Up che negli Stati Uniti raggiunge la posizione numero 1 della Hot Dance Club Play e I Hate This Part che entra nelle top 10 di vari paesi. Nell'aprile del 2009 Scherzinger, durante un'intervista con Billboard, conferma che ci sarà una riedizione del loro secondo album. La nuova versione dell'album viene chiamata Doll Domination 2.0, dal quale vengono estratti due singoli: la cover in lingua inglese di Jai Ho, brano dell'artista indiano A. R. Rahman e colonna sonora del film The Millionaire, che diventa una hit mondiale, e Hush Hush, versione dance dell'omonimo brano contenuto nella prima edizione dell'album.
Ashley Roberts lascia il gruppo il 27 febbraio 2010 a causa di alcuni problemi all'interno della band, in particolare a presunti trattamenti di favoritismo verso Nicole Scherzinger.

### 2010 - 2018: I programmi televisivi e l'album solista
Nel 2010 Roberts annuncia che sta lavorando al suo album da solista. Il 28 settembre 2010 pubblica il suo primo singolo da solista, la cover della canzone A Summer Place.. Inoltre compare nel video musicale della ex Dolls Kimberly Wyatt, dal titolo Stars in Your Eyes. Nel novembre 2012 pubblica il suo primo singolo da solista ufficiale, intitolato Yesterday.
Nel 2012 Ashley Roberts partecipa alla dodicesima stagione del reality show inglese  I'm a Celebrity...Get Me Out of Here!, arrivando al secondo posto. Nel gennaio 2013 diventa uno dei giudici nel programma Dancing on Ice, affiancando Robin Cousins, Karen Barber e Jason Gardiner.
Il 25 maggio 2014 Roberts pubblica il suo nuovo singolo, Clockwork, annunciando l'uscita di un secondo singolo e del suo album da solista nell'estate. L'album Butterfly Effect viene pubblicato il 1º settembre 2014 solo nel Regno Unito, e verrà reso disponibile a livello mondiale solo nel novembre 2020.
Nel 2018 partecipa come concorrente allo show britannico Strictly Come Dancing, riuscendo ad accedere alla finale dello show.

### 2019 - presente: reunion delle Pussycat Dolls
Nel novembre successivo Roberts e le altre ex componenti delle Pussycat Dolls, a eccezione di Melody Thornton, si esibiscono insieme per la prima volta dopo quasi dieci anni, durante lo show X Factor: Celebrity. Nel 2020 pubblicano il primo inedito dal 2010, React, e annunciano un tour internazionale che viene tuttavia rimandato al 2021 a causa delle pandemia da COVID-19.

## Altre attività
Nel 2008 debutta come attrice nel film Ballare per un sogno. Segue nel 2019 un debutto a teatro nel musical Waitress.
Nel 2013 la cantante è la protagonista della campagna della nuova crema solare No Streaks Bronzer di Ambre Solaire, dell'azienda cosmetica francese Garnier.

## Discografia

### Solista
Album studio
- 2014 - Butterfly Effect

Singoli
- 2010 - A Summer Place
- 2012 - Yesterday
- 2014 - Clockwork
- 2014 - Woman Up

## Filmografia

### Cinema
- Ballare per un sogno - (2008)

### Televisione
- La tata - episodio 1x01 - (1999)
- Dancelife - episodio 1x05 - (2007)
- All About Aubrey - episodio 1x01 - (2011)
- 90210 - episodio 5x04 - (2012)

### Altre apparizioni
- Pussycat Dolls Present: The Search for the Next Doll - ospite - (2007)
- Pussycat Dolls Present: Girlicious - ospite - (2008)
- Fake Reaction - Ospite - (2013)
- The Chase: Celebrity Special  - Concorrente - (2013)
- I'm a Celebrity...Get Me Out of Here! NOW!  - Ospite - (2013)
- All Star Family Fortunes - Concorrente (2013)
- This Morning - Presentatrice - (2013)
- Celebrity Juice - Ospite - (2013-2014)
- Dancing on Ice - Giudice - (2013-2014)
- Ant & Dec's Saturday Night Takeaway - Presentatrice - (2013-2014)
- Catchphrase: Celebrity Special - Concorrente - (2014)